# IRAS 17163-3907
IRAS 17163-3907 is een gele hyperreus, die 13.000 lichtjaar van de aarde verwijderd staat in het sterrenbeeld Schorpioen. Hij is duizend keer zo groot als de zon en een half miljoen keer lichtsterker. De ster wordt omgeven door dikke lagen uitgestoten gas, waardoor hij de bijnaam "spiegelei-nevel" heeft gekregen.

## Ontdekking
IRAS 17163-3907 werd in 1976 ontdekt (als Hen 3-1379) door Karl Gordon Henize die H-alpha emissielijnen in het spectrum vond. In 1983 werd de ster gedetecteerd door de Europese infraroodsatelliet IRAS. Men dacht toen echter dat hij veel minder zwaar was en vier keer verder stond dan men nu weet. In 2011 nam men het spectrum van deze ster met behulp van de Mercatortelescoop op het Canarische eiland La Palma. Een onderzoek door astronomen aan de Katholieke Universiteit Leuven stelde vast dat de ster veel dichter stond en een gele hyperreus was.

## Eigenschappen
De ster heeft een diameter die ongeveer duizendmaal groter is dan die van de zon (als hij in het midden van het zonnestelsel geplaatst zou worden zou hij de baan van Jupiter bereiken). De buitenste laag heeft een diameter van 6000 astronomische eenheiden, 6000 maal de afstand van de aarde tot de zon. De foto waardoor hij zijn bijnaam kreeg werd gemaakt door het VISIR instrument van de Very Large Telescope in de Atacama woestijn in het Noorden van Chili. De gebruikte filters lieten licht met de golflengtes 12.810 nm (komt overeen met rood), 8590 nm (komt overeen met blauw) en 11.850 (komt overeen met groen). Het is de dichtstbijzijnde gele hyperreus ooit gevondenen de foto is tevens een van de beste foto's ooit genomen van een gele hyperreus. Gele hyperreuzen eindigen hun leven met een supernova.

## Buitenste lagen
De ster wordt gekenmerkt door twee buitenste lagen. Dat materiaal werd uitgespuwd door een van de uitspuwingsgebeurtenissen die kenmerkend zijn voor gele hyperreuzen. De ster spuwt materiaal (dat ongeveer de massa van de zon heeft) elke paar honderd jaar uit. Men heeft ook ontdekt dat de buitenste lagen grote hoeveelheden zuurstof bevatten. De massa van alleen de buitenste laag is viermaal de massa van de zon. Het is mogelijk dat de ster meer lagen heeft, maar deze werden niet gevonden door het VISIR instrument.